# Peperomia flavida
Peperomia flavida är en pepparväxtart som beskrevs av C. Dc.. Peperomia flavida ingår i släktet peperomior, och familjen pepparväxter. Utöver nominatformen finns också underarten P. f. pubinervis.